# 张贵荣
张贵荣（1934年12月—1984年1月），男，辽宁宁城人，中华人民共和国军事人物，曾任西藏军区司令员，第六届全国人大代表。